# James Bonk
James Frederick Bonk (Menominee, Michigan, 6 de fevereiro de 1931 — Durham, Carolina do Norte, 15 de março de 2013) foi um professor universitário de química que, por mais de cinquenta anos, lecinou na Universidade Duke.